# Reobote (Bíblia)
Reobote (em em em hebraico: רְחוֹבוֹת, Rehovot; lit. lugares amplos) é o nome de três lugares bíblicos:
- Um poço em Gerar escavado por Isaque (Gênesis 26:22), supostamente localizado em Wady er-Ruheibeh, cerca de 32 quilômetros ao sul de Bersebá.
- Uma antiga cidade da qual veio Saul, um rei Edomita (Gênesis 26:37; I Crônicas 1:48), "Reobote, junto ao rio". Uma vez que "o Rio" na bíblia geralmente é usado para o Eufrates, estudiosos sugeriram um dos dois locais perto da junção do rio Cabur e do Eufrates. Entretanto, este seria um lugar muito além do território edomita. O rio mencionado poderia ser um rio na terra de Edom, tal como Wadi Zered (também conhecido como Uádi Alaça). Reobote pode possivelmente ser idêntico a um local ao sudeste do Mar morto.
- Reobote-Ir, uma cidade mencionada em Gênesis 10:11.